# Rob Brydon
Pour les articles homonymes, voir Brydon.
Robert Brydon Jones, connu sous le nom de Rob Brydon, né le 3 mai 1965 à Baglan (Pays de Galles), est un humoriste, acteur, scénariste, chanteur et animateur de télévision et de radio britannique.

## Biographie

### Jeunesse et formation
Rob Brydon est né le 3 mai 1965 à Baglan, au Pays de Galles. Sa mère, Joy Jones (née Brydon), était enseignante, et son père, Howard Jones, était vendeur de voitures. Il a un frère cadet, Peter (né en 1973).
Il va à l'école dans deux independent schools : la St. John's School à Porthcawl, par laquelle Eddie Izzard est passé, et la Dumbarton House School à Swansea jusqu'à ses 14 ans. Il va ensuite à la Porthcawl Comprehensive School, où il rencontre Ruth Jones (avec qui il travaillera plus tard dans Gavin & Stacey) et où il intègre la troupe de théâtre de l'école. Dans un épisode de la saison 4 de Would I Lie to You?, il raconte que lorsqu'il était dans cette école, il a volé l'argent que Catherine Zeta-Jones, alors elle aussi élève, dédiait à ses frais de cantine.
Parmi les personnes qui ont influencé son sens de l'humour de jeunesse, on peut trouver Barry Humphries, Frankie Howerd ou encore Woody Allen. Il a aussi raconté qu'il s'amusait à apprendre par cœur des sketches entiers de Peter Cook, Dudley Moore et Peter Sellers.

## Filmographie

### Scénariste
- 1991 : Body Beautiful
- 2000 : Human Remains (6 épisodes)
- 2000-2003 : Marion and Geoff (16 épisodes)
- 2001 : A Small Summer Party
- 2004 : Directors Commentary (7 épisodes)
- 2004-2005 : The Keith Barret Show (13 épisodes)
- 2006-2007 : Annualy Retentive (12 épisodes)
- 2008 : Identity Crisis
- 2010-2012 : The Rob Brydon Show (21 épisodes)
- 2014 : The Trip (6 épisodes)

### Acteur

#### Cinéma
- 1990 : The Wrong Type
- 1995 : Lancelot : l'homme dans la foule
- 1998 : Martha, Frank, Daniel et Lawrence : le conducteur de bus
- 2002 : 24 Hour Party People : Ryan Letts
- 2004 : Shaun of the Dead : le commentateur du football et le présentateur de Zombie From Hell!
- 2005 : Mirrormask : Morris Campbell et le Premier Ministre
- 2005 : Tournage dans un jardin anglais : Capitaine Toby Shandy et lui-même
- 2010 : The Trip de Michael Winterbottom : Rob Brydon
- 2013 : Underdogs : Beto
- 2014 : The Trip to Italy : Rob
- 2015 : Cendrillon : Maître Phinéus
- 2016 : Le Chasseur et la Reine des Glaces (The Huntsman: Winter's War) de Cédric Nicolas-Troyan : Gryff
- 2017 : The Trip to Spain : Rob Brydon
- 2018 : Holmes & Watson : L'inspecteur Lestrade
- 2019 : Music of My Life (Blinded by the Light) de Gurinder Chadha
- 2020 : The Trip to Greece : Rob Brydon

#### Télévision
- 1994 : The Healer : Sean
- 2002 : Black Books : B. Nugent (1 épisode)
- 2004 : Agatha Christie's Marple : Inspecteur Awdry (1 épisode)
- 2005 : Little Britain : Roman de Vere (5 épisodes)
- 2005-2006 : Supernova : Dr Paul Hamilton (12 épisodes)
- 2006 : Extras : l'annonceur (1 épisode)
- 2007 : Heroes and Villains : Stanislav Fréron (1 épisode)
- 2007 : Oliver Twist : M. Fang
- 2010-2014 : The Trip : Rob (12 épisodes)
- 2011 : Le Petit Gruffalo : Snake
- 2012 : La Sorcière dans les airs : le chat
- 2014 : This Is Jinsy : Rex Camalbeeter (1 épisode)